# Investigador de polícia
Investigador de polícia é uma das carreiras da Polícia Civil onde é exigido o nível superior em qualquer área para ingresso, sendo responsável pelas investigações no intuito de descobrir indícios de autoria e materialidade de ações delituosas (crimes e contravenções). Levanta provas, e as traz aos autos do inquérito policial dados estatísticos de econometria, de contabilistas, economistas, legistas de cadáveres e ossadas, entre muitos outros como engenheiros de sistemas e de redes.
É uma carreira de instituições de polícia judiciária (Polícias Civis e Polícia Federal e Interpol), tendo em vista que tal cargo possui finalidade preventiva, investigativa e dá embasamento à ação penal (diferente da polícia ostensiva, que atua na repressão, ou seja: durante o crime e depois que já ocorreu). No entanto, apesar de ambas terem funções principais diferentes, têm também divisões comuns (investigação na PM através do "P2", e repressão na Polícia Civil através de grupos especializados como o GARRA e GOE em São Paulo).
A investigação policial é a atividade-fim das polícias judiciárias.  Realiza, ainda, outras atribuições da polícia judiciária, tais como: efetuar prisões, buscas, boletins de ocorrência, trabalhar na inteligência policial, planilhar presos, atender o público, controlar o acesso de pessoas, cuidar da carceragem e da revista de presos, envio e recebimento de fax e mensagens.
Utilizado pela maioria das Polícias Civis, o nome "Investigador de Polícia" é substituído em alguns estados pela denominação Inspetor de Polícia, Detetive de Polícia, e ainda Agente de Polícia. Na Polícia Federal, chama-se Agente de Polícia  (Agente Federal) muito embora este cargo da PF, além de investigar, detenha também outras atribuições específicas (referentes à natureza daquele órgão), como por exemplo, emitir passaportes, registros de armas, controle de acesso, etc. 
Além de atuar na polícia,  os policiais também podem atuar  a cargo do Ministério Público,  em apoio a este órgão. Tal fato ocorre sobretudo nos estados da federação onde existem os GAECO (Grupo de Atuação Especial de Repressão ao Crime Organizado). Nessa modalidade, o policial  trabalha em estrita cooperação com os Promotores e Procuradores de Justiça, realizando o serviço gerenciado pelo Ministério Público. Entretanto, o GAECO atualmente possui o cargo de analista judiciário II, o qual confere porte de armas e faz a ajuda investigativa do PIP (Procedimento de Investigação Penal do Ministério Público, não dispensando o auxílio da PM ou da PC).
Nos países desenvolvidos, como Áustria, Estados Unidos, Canadá, Inglaterra e Alemanha - países onde as polícias são unificadas e estruturadas em carreira- o Investigador é um policial graduado, que necessariamente precisou ingressar como policial uniformizado, até ser promovido. . Ressalte-se que, em tais instituições - dotadas de carreira única - o policial pode chegar à posição de Chefe de Polícia.

## Atribuições
São atribuições do cargo de Investigador de Polícia (estado de São Paulo), entre outras:
- Cumprir os despachos do Delegado de Polícia;
- Proceder pesquisas para o estabelecimento das causas, circunstâncias e autoria das infrações penais e administrativas;
- Cumprir diligências, dar cumprimento a mandados de prisão e de busca e apreensão;
- Participar na gestão de dados, informações e conhecimentos pertinentes à atividade investigativa e na execução de prisões;
- Executar as ações necessárias para a segurança  policial;
- Expedir, mediante requerimento e despacho da autoridade policial, certidões e traslados;
- Executar a busca pessoal, a identificação criminal e datiloscópica de pessoas (na ausência do Papiloscopista Policial) para captação dos elementos indicativos de autoria de infrações penais;
- Coletar dados objetivos e subjetivos pertinentes aos vestígios encontrados em bens, objetos e em locais de cometimento de infrações penais para os fins de apuração de infrações penais;
- Registrar boletins de ocorrência, pesquisar antecedentes criminais e emplacamentos de veículos;
- Atender o público pessoalmente e por telefone nos plantões policiais;

## Requisitos para o Ingresso
"Para ingressar na carreira é exigida a conclusão de  apenas o Nível Médio".
No Rio de Janeiro e São Paulo, a partir da promulgação da Lei Estadual nº 7.692, de 15 de setembro de 2017, o cargo de Investigador Policial passou a ser de nível superior.
A maioria das polícias estaduais também considera como requisito obrigatório para o ingresso o candidato possuir Carteira Nacional de Habilitação (Categoria B).

## Críticas à estrutura das carreiras investigativas das polícias brasileiras
Sem similaridade no mundo, devido a falta de investimentos, a partir de 2002, a estrutura das polícias judiciárias (investigativas) brasileiras têm sido bastante criticadas no meio jurídico e policial, sobretudo devido a sua baixa eficiência e principalmente eficácia (INTERPOL).. Na verdade, a baixa visibilidade política e a possibilidade de investigação pelos agentes a respeito dos próprios políticos pode se tornar um fator do não investimento, apesar da prevenção ser primordial para uma segurança pública adequada, não estando a contento quando há apenas a polícia repressiva (Polícia Militar), pois nesse ponto o delito está ocorrendo ou já ocorreu.
Ainda assim, os cidadãos não cobram uma segurança pública no país adequada, o que gera dúvidas acerca da relação entre civis e policiais em geral. 
Um dos principais críticos é o estadunidense William Bratton (INTERPOL). Ex-chefe de polícia das cidades americanas de Nova York e Los Angeles, Bratton é considerado uma espécie de Steve Jobs da polícia, alcançando tal fama por ter vencido o crime na cidade de Nova York, na década passada. Suas críticas são direcionadas à formação e estrutura das carreiras nas polícias brasileiras:
"Comecei a carreira como policial. No Brasil, seria um soldado de polícia. Eu jamais conseguiria ascender e me tornar chefe de polícia. (...) Os soldados não podem chegar ao topo. E os policiais civis  são uma outra classe. Os delegados são advogados. É um sistema extraordinariamente complexo, que não tem a equidade existente na polícia dos Estados Unidos. Eu teria de ir a uma faculdade de direito para me tornar delegado. Em meu departamento, todo policial pode chegar ao posto mais alto da carreira. Não ter chance de subir é algo desestimulante em qualquer carreira. Não haveria por que ser diferente na polícia."
Já no Brasil, o presidente da Associação Nacional dos Procuradores da República (ANPR), Alexandre Camanho, afirma que estudos questionam a necessidade de a condução formal de uma investigação ser feita por um bacharel de direito (delegado de polícia):
"Por exemplo, crimes cibernéticos. O que é que um bacharel em direito sabe sobre isso? Crimes financeiros, com manipulação contábil. O que um bacharel de direito sabe sobre isso? (...) É importante que haja um debate nacional sobre um novo formato de investigação que seja fundamentado não na manutenção do status de um segmento corporativo, mas no princípio da eficiência. O problema é o nosso modelo de investigação. Com a modernização da polícia, ficou cada vez mais evidente que o modelo do inquérito policial caminha para um arcaísmo inexorável. Na medida em que nós avançamos com técnicas de investigação mais modernas, ajustadas a critérios de eficiência e que acabe de vez com o inquérito policial, os delegados perderão o grande trunfo que têm em mãos hoje. A carreira específica de delegado de polícia passa a sofrer um questionamento natural: para que delegado de polícia?"